# Göran Arlefalk
Nils Göran Arlefalk, född 1951 i Kristianstad, är en svensk militär.
Göran Arlefalk är son till kapten Sixten Arlefalk och Evy Hodin. Han blev officer 1973, kapten vid Norra skånska regementet 1976, major och detaljchef i försvarsstaben 1983, major i generalstaben 1985, major vid regemente 1986, ställföreträdande avdelningschef i försvarsstaben 1988, sektionschef vid 13. arméfördelningen 1989, överstelöjtnant och utbildningschef vid Norra skånska regementet 1990 och ställföreträdande avdelningschef i Arméledningen 1993. Göran Arlefalk blev överste 1994 och var chef för Södra skånska brigaden 1994–1998. 1995 var han chef för Nordbat 2 i Bosnien. Arlefalk tjänstgjorde 1999 vid Militära underrättelse- och säkerhetstjänsten, och var från 1999 försvarsattaché i Wien, Prag och Bratislava.